# Conseil ghanéen du cacao
Le Ghana Cocoa Board (COCOBOD) est une institution de monopsone contrôlée par le gouvernement ghanéen qui fixe le prix d'achat du cacao au Ghana. Les agriculteurs sont protégés des prix volatils du marché mondial grâce à la fixation des prix. En outre, l'organisation vend des semences hybrides de meilleure qualité et effectue également des recherches sur les maladies liées aux cacaoyers.
L'institution, créée à l'origine à l'époque coloniale, était connue sous le nom de Cocoa Marketing Board entre 1947 et 1979. 60 % des fèves de cacao du Ghana sont envoyées au Royaume-Uni. La seule responsabilité du Conseil est de soutenir la production, la commercialisation et la transformation du cacao dans le comté.

## Histoire

### Origine
En 1937, les agriculteurs de la Gold Coast, une colonie de l'Empire britannique équivalente au Ghana contemporain, refusèrent de continuer à vendre du cacao aux bas prix fixés par les marchands européens et décidèrent de retirer le cacao du marché. La grève a duré 8 mois, jusqu'à ce que le gouvernement britannique agisse en créant la Commission d'enquête Nowell pour enquêter sur la question,. Le rapport de la Commission Nowell a conseillé au gouvernement d’aider les producteurs de cacao en créant un office de commercialisation.

### Office de contrôle des produits de l'Afrique de l'Ouest (1940-1946)
En 1940, le gouvernement a créé le West African Produce Control Board pour acheter du cacao à des prix garantis dans tous les pays d’Afrique de l’Ouest. Il a fonctionné pendant toute la Seconde Guerre mondiale et a été dissous en 1946.

### Office de commercialisation du cacao (1947-1979)
La première tentative de régulation de la valeur marchande et de la production a eu lieu en 1947 par l'intermédiaire du Ghana Marketing Board . Le Ghana Marketing Board a été créé par ordonnance en 1947 avec la somme de 27 millions de cedis ghanéens comme fonds de roulement initial. En 1979, ce conseil a été dissous et reconstitué sous le nom de Ghana Cocoa Board.

### Office ghanéen du cacao (1979–)
En 1984, le COCOBOD a subi une réforme institutionnelle visant à soumettre le secteur du cacao aux forces du marché. Le rôle du COCOBOD a été réduit et 40 pour cent de son personnel, soit au moins 35 000 employés, ont été licenciés. En outre, le gouvernement a transféré la responsabilité du transport des récoltes au secteur privé. Les subventions aux intrants de production (engrais, insecticides, fongicides et équipements) ont été supprimées et une certaine privatisation du secteur de la transformation a été réalisée par le biais d’au moins une coentreprise. En outre, un nouveau système de paiement connu sous le nom de Akuafo Check System a été introduit en 1982 au point d’achat des haricots secs.
Le gouvernement ghanéen a mis en œuvre un plan stratégique en 1984 plaçant la vente de produits agricoles, en particulier du cacao, entre les mains du gouvernement. Avec la réglementation des prix et de la fabrication contrôlée par le gouvernement, plus de 30 000 emplois ont été perdus, mais le Ghana conserve toujours sa place parmi les trois pays les plus productifs en cacao.
En 2018, le Ghana et la Côte d'Ivoire, les deux plus grands producteurs de cacao, ont fondé l'Initiative Cacao Côte d'Ivoire-Ghana, pour augmenter les prix du cacao, souvent décrite comme l'OPEP du cacao et donc surnommée « COPEC ».
En mai 2024, Reuters a rapporté que le COCOBOD emprunterait jusqu'à 1,5 milliard de dollars d'ici septembre pour financer les achats de cacao 2024/2025 et compenser la faible production. Un prêt de 800 millions de dollars précédemment convenu a connu des retards en raison de la faible production de cacao.

## Les dirigeants du COCOBOD
- AC Mills – Directeur général – 1er octobre 1947 – décembre 1948 ;
- AE Hampson – Directeur général – 1er octobre 1949 – 25 mai 1955 ;
- JAE Morley – Directeur général – 6 mars 1953 – mars 1956 ;
- Harry Dodoo (premier Ghanéen) – Directeur général - 25 mars 1955 – 28 février 1965 ;
- Harry Dodoo – Directeur général – 1er mai 1965 - 22 février 1967 ;
- Frederick Robert Kankam-Boadu – Directeur général par intérim – 23 février 1967 – 14 mai 1968 ;
- Frederick Robert Kankam-Boadu – Directeur général – 14 mai 1968 – 1er octobre 1968 ;
- Uriah Kwesi Hackman – Directeur général – 1er novembre 1968 – 9 octobre 1969 ;
- JG Amoafo – Directeur général – 21 mai 1970 – 27 janvier 1972 ;
- Uriah Kwesi Hackman – Président exécutif – 28 janvier 1972 – 31 août 1973 ;
- Lieutenant-colonel Kwaku A. Takyi – Président exécutif – 20 décembre 1973 – 19 février 1975 ;
- Capitaine JC Addo – Directeur général – 20 février 1975 – 31 juillet 1978 ;
- Kwame Pianim (en) – Directeur général – 1er août 1978 – 4 octobre 1979 ;
- Mumuni Bawumia (en) – Président par intérim – 5 octobre 1979 – 30 septembre 1981 ;
- Mumuni Bawumia – Directeur général – 1er octobre 1981 – 10 janvier 1982 ;
- Kwame Gyamfi – Directeur général – 11 janvier 1982 – 25 août 1983 ;
- Harry Dodoo – Directeur général – 7 octobre 1983 – 17 septembre 1986 ;
- KN Owusu – Directeur général – 17 septembre 1986 – 28 décembre 1989 ;
- David Aninakwa – Directeur général – 28 décembre 1989 – 16 janvier 1996 ;
- Vol. Lieutenant Joseph Atiemo – Directeur général – 4 septembre 1993 – 3 septembre 1996 ;
- John Henry Martey Newman (en) – Directeur général – 3 septembre 1996 – 2001 ;
- SK Appah – Directeur général par intérim – 2001 ;
- Isaac Osei (en) – Directeur général – Avril 2006 – Décembre 2008 ;
- Anthony Fofie – Directeur général – 16 décembre 2008 - 30 novembre 2013 [11] ;
- Stephen Opuni (en) – Directeur général – 30 novembre 2013 – 13 janvier 2017 [12] ;
- Joseph Aidoo (politician) (en) – Directeur général – 13 janvier 2017–[13],[14].

## Achat d'engrais auprès d'entreprises ghanéennes
En septembre 2019, le gouvernement ghanéen a donné pour directive au COCOBOD d'acheter des engrais auprès de fabricants locaux à partir de 2020. Grâce au projet gouvernemental « Un district, une usine », les entreprises locales de production d'engrais disposaient de la capacité requise pour répondre à la demande du pays.

## Filiales
- Institut de recherche sur le cacao du Ghana (en) ;
- Division de la production de semences ;
- Division de la santé et de la vulgarisation du cacao ;
- Société de contrôle de la qualité ;
- Société de commercialisation du cacao.

## Gouvernance
L'institution est régie par la loi de 1984 sur le Ghana Cocoa Board . En juin 2024, le COCOBOD a engagé le cabinet d’avocats ShawbellConsulting pour élaborer des propositions visant à mettre à jour la loi de 1984 et d’autres lois régissant le secteur du cacao.